# XXX (Asia)
XXX (da pronunciare come Triple X o Thirty) è il tredicesimo album in studio del gruppo rock britannico Asia, pubblicato nel 2012.

## Tracce
1. Tomorrow the World – 6:47
2. Bury Me in Willow – 6:01
3. No Religion – 6:36
4. Faithful – 5:37
5. I Know How You Feel – 4:53
6. Face on the Bridge – 5:59
7. Al Gatto Nero – 4:36
8. Judas – 4:43
9. Ghost of a Chance – 4:21

## Formazione
- Geoff Downes - tastiere
- Steve Howe - chitarre
- Carl Palmer - batteria, percussioni
- John Wetton - voce, basso